# Crocifissione simbolica
La Crocifissione simbolica è un dipinto a tempera su tela (73,5x50,8 cm) di Sandro Botticelli, databile al 1502 circa e conservato nel Fogg Art Museum dell'Università di Harvard a Cambridge (Massachusetts).

## Descrizione e stile
Cristo crocifisso campeggia sullo sfondo della città di Firenze, riconoscibile da vari monumenti cittadini tra cui la cupola di Santa Maria del Fiore. Nell'angolo sinistro l'Eterno sta in un nimbo di luce ed invia con un gesto schiere di angeli dotati di scudo crociato (oggi quasi illeggibili), che si scontrano con una schiera di demoni lancianti fiamme ardenti che avanza da una nube nera sulla destra.
In basso si trova la Maddalena, disperatamente protesa ad abbracciare il crocifisso, che guarda verso un angelo in piedi davanti a lei. Questo batte con la verga una bestia, forse un leone quindi il Marzocco simbolo della città stessa, mentre un secondo animale sta fuggendo a sinistra dall'abito della donna.

### Interpretazione
Il quadro è stata spesso descritto come un'allegoria apocalittica dei fatti legati a Firenze dopo la morte di Savonarola (1498), che quasi certamente colpì Botticelli profondamente. La Maddalena sarebbe Firenze pentita, che grazie l'intervento divino riesce a scongiurare i terribili pericoli che si abbattono su di lei. Nel 1502 infatti Cesare Borgia aveva minacciato di invadere la città e i suoi territori, scongiurando una dominazione che appariva quasi ineluttabile.